# Cantone di Montpezat-sous-Bauzon
Il Cantone di Montpezat-sous-Bauzon era un cantone francese dell'arrondissement di Largentière.
A seguito della riforma approvata con decreto del 13 febbraio 2014, che ha avuto attuazione dopo le elezioni dipartimentali del 2015, è stato soppresso.

## Composizione
Comprendeva i comuni di:
- Le Béage
- Cros-de-Géorand
- Mazan-l'Abbaye
- Montpezat-sous-Bauzon
- Le Roux
- Saint-Cirgues-en-Montagne
- Usclades-et-Rieutord